# Melaloncha glabrifrons
Melaloncha glabrifrons är en tvåvingeart som beskrevs av Borgmeier 1934. Melaloncha glabrifrons ingår i släktet Melaloncha och familjen puckelflugor. Inga underarter finns listade i Catalogue of Life.